# Franz Kossmat

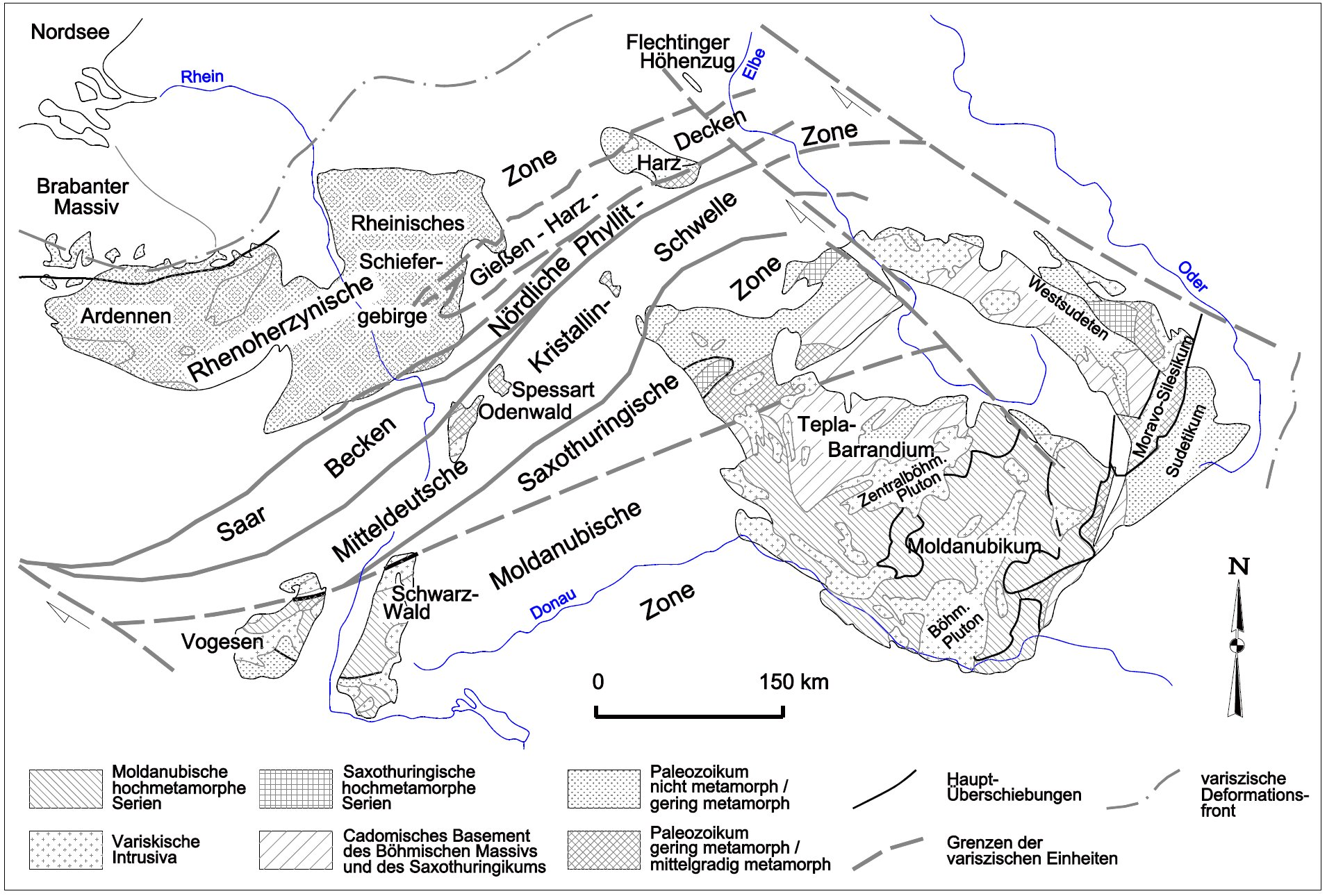
Estrutura da orogenia varisca na Alemanha de acordo com Kossmat 1927

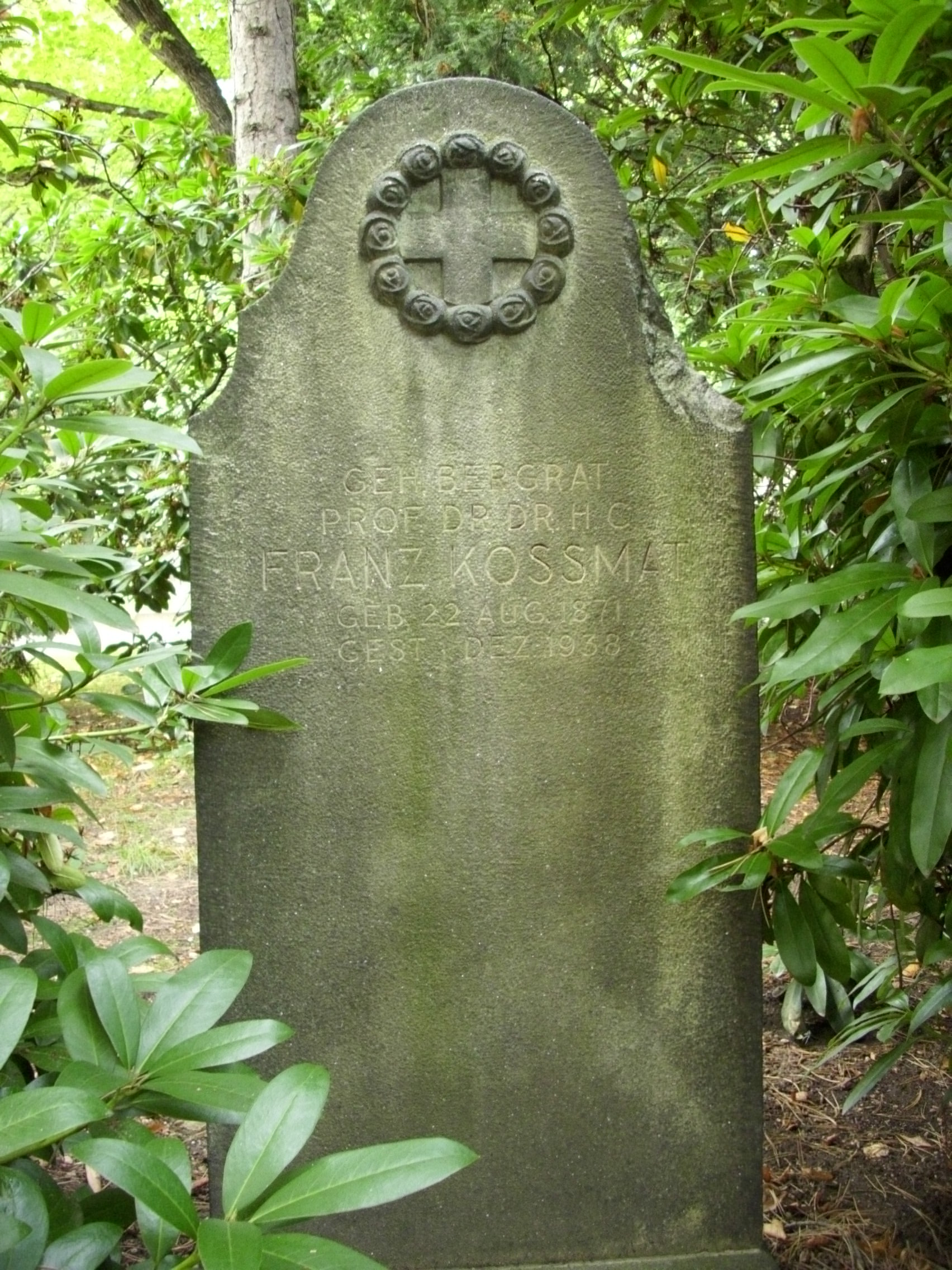
Sepultura de Franz Kossmat no Südfriedhof em Leipzig

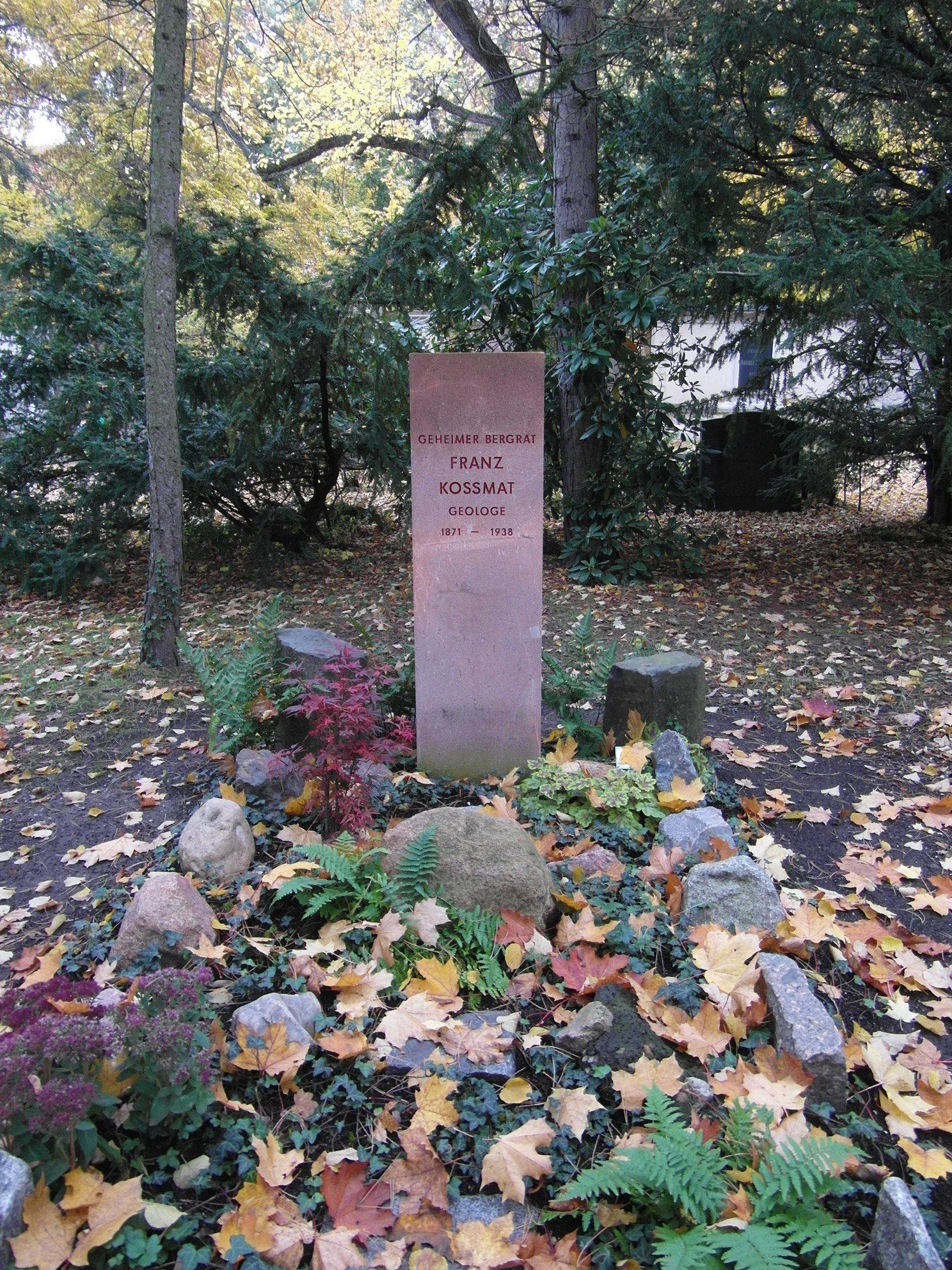
Sepultura reconstruída em 2015

Franz Kossmat (Viena, 22 de agosto de 1871 – Leipzig, 1 de dezembro de 1938) foi um geólogo, mineralogista e geofísico autro-alemão.

## Biografia
Franz Kossmat foi professor de mineralogia e geologia na Universidade Técnica de Graz. De 1913 a 1934 foi diretor da Sächsische Geologische Landesamt e diretor do Geologisch-Paläontologische Institut da Universidade de Leipzig. Em 1920 publicou o primeiro mapa da aceleração gravitacional da Europa Central. Na geologia da Europa Central e Europa Ocidental o  nome de Kossmat é ainda de grande importância, reconhecido pela classificação dos montes variscos. Kossmat é membro fundador da Deutsche Seismologische Gesellschaft (atual Deutsche Geophysikalische Gesellschaft), fundada em Leipzig em 19 de setembro de 1922, juntamente com Karl Erich Andrée, Gustav Angenheister, Immanuel Friedlaender, Beno Gutenberg, Gerhard Krumbach, Karl Mack, Ludger Mintrop, Peter Polis, August Heinrich Sieberg e Emil Wiechert. Foi desde 1914 membro ordinário da Academia de Ciências da Saxônia. Em 1925 foi eleito membro da Academia Leopoldina e da Academia de Ciências de Göttingen e em 1937 membro correspondente da Academia de Ciências da Prússia. Em novembro de 1933 assinou a Declaração dos Professores Alemães por Adolf Hitler.

## Publicações selecionadas
- 1900: Ueber die geologischen Verhältnisse des Bergbaugebietes von Idria. in: Jahrbuch der k.k. Geologischen Reichsanstalt, Jg. 49, Wien 1900, S. 259–286 (Digitalisat; PDF; 2,4 MB)
- 1916: Paläogeographie (Geologische Geschichte der Meere und Festländer). 2., neubearb. Aufl. Berlin [u.a.]: Göschen (Sammlung Göschen; 406)
- 1920: Die mediterranen Kettengebirge in ihrer Beziehung zum Gleichgewichtszustande der Erdrinde. - Abh. d. Math.-Phys. Klasse der Sächs. Akad. d. Wiss., Band 38, Nr. 2, Leipzig (Teubner).
- 1922: Übersicht der Geologie von Sachsen, Dresden, Leipzig 1922, 2. Auflage 1925
- 1924: Geologie der zentralen Balkanhalbinsel, Gebr. Borntraeger
- 1927: Gliederung des varistischen Gebirgsbaues. Abhandlungen des Sächsischen Geologischen Landesamtes, Bd. 1. S. 1–39
- 1931: Das Erdbild und seine Veränderungen, Leipzig: Akademische Verlagsgesellschaft
- 1936 Paläogeographie und Tektonik. Berlin: Borntraeger